# 北口正人
北口 正人（Masato Kitaguchi）は、日本の事業家（1961年5月23日 - ）。大阪出身。billboard JAPAN元CEO、音楽をはじめとしたエンタテインメントビジネスの第一人者。

## 概要
1984年に阪神電鉄入社、1990年に上司とともに㈱阪神ブルーノート（以下HBN）及び㈱阪神エンタテインメントインタナショナル（以下HEI）を社内で起業し、コンテンツビジネス全般(PR、広告代理店業、web・モバイルコンテンツ事業、マーケティング、顧客管理事業、音楽出版、エンタテインメントビジネス)の会社（㈱阪神コンテンツリンク（HCL））に育成(年間売上約140億円、常勤社員約200人)コンテンツビジネス経営の知識(経営、営業、PR、マーケティング、飲食のノウハウなど)と東京、大阪、名古屋、福岡で事業をおこない各地の多くのエンタテインメント、コンテンツ、マスメディア及び企業幹部の知人を持つ。特に「ブルーノート」から「ビルボード」にブランドチェンジしただけでなく、ビジネスモデルを改良し国内においてもビルボードを一流の音楽ブランドに育成、並行して阪神タイガースのコンテンツビジネスの礎を構築した。親会社に戻り、新規事業の起業・育成、M&A責任者としてファンド投資や企業買収を行う。その後、自身が育成したHCLに代表取締役として戻り、会社の制度改正、働き方改革を実施、インバウンド向けの新たなブランド事業の育成を開始。大企業内での新規事業を成功に導く方法を書いた著書を出版。2021年3月末で阪急阪神ホールディングス社員を退職、HCL代表取締役社長も退任し顧問に就任。
現在は活動の軸を会社から業界に移し、業界の代表としてコロナ禍での業界ガイドライン作成や規制緩和の交渉を政府とする傍ら、株式会社B&EPを設立し代表取締役に就任、エンタメ・興行施設の建設・運営関連等のアドバイザーに就任し、日本に適した施設の建設・運営の研究、エンタメと地方創成や様々な講演活動（大企業で新規事業を成功する方法、日本型アリーナについてなど）を通じて、エンタメ業界と企業、国を結ぶ新たな事業創造をサポートしている。
その他現任
- 関西経済連合会の政策立案組織(財)社会経済研究所文化委員を5期就任
- 大阪21世紀協会の多士採才(大阪のブランドに貢献した人)
- 大阪府ブランドコミッティ戦略会議委員(平成17年～19年)
- 「アカデミー・オブ・ガストロナミー・ジャパン」アカデミーメンバー
- 日本ライブレストラン協会会長
- International Promoters Alliance Japan 副代表

## 主な実績
- プログラミング教育事業、デイサービス事業起業・育成
- デッピンドッツアイスクリーム事業譲受、写真撮影会社株式譲受
- 米国ビルボードとマスターライセンス契約を締結し、ビルボードジャパンを東京、大阪、横浜で事業化（ライブハウス、クラシックコンサート、モバイル、チャート、ミュージックアワード他）、3年で黒字化に成功。現ビルボードジャパン顧問。
- 阪神タイガースコンテンツビジネス（TV中継システム、携帯サイト、出版他）を立ち上げ事業を確立。
- 阪神グループ所有媒体販売とセールスプロモーションの広告代理店を構築。
- ゴスペル音楽を教えるウルバードミュージックスクールを東京、大阪、福岡で立ち上げ黒字化
- ニューヨークブルーノートとジャスクラブ展開のライセンス契約を締結、大阪、名古屋、福岡で開業

## 略歴
所属
1985.4～2019.3　阪神電気鉄道株式会社（本社大阪）
2019.4～2021.3　阪急阪神ホールディングス（会社統合により）
詳細
1984 – 1986 事業部遊園課配属(甲子園阪神パーク)
- 1984 阪神電鉄入社、その後遊園地の営業企画、遊具等への投資計画、催物の企画などの業務を担当

1987 –1988  事業部事業課配属
- 甲子園球場を含め阪神レジャー部門の企画業務及び新規ビジネスを担当
- 社内横断神戸市六甲アイランド土地取得のコンペチーム所属

1989 -2002㈱阪神ﾌﾞﾙｰﾉｰﾄ(HBN)/㈱阪神ｴﾝﾀﾃｲﾝﾒﾝﾄｲﾝﾀﾅｼｮﾅﾙ（HEI）企画室長/取締役/常務取締役
- タイガース公式携帯サイト事業をプロデュース
- グループの販売促進やタイガースコンテンツを利用した広告を請け負うセールスプロモーションチームを設立
- 阪神タイガースコンテンツビジネスのベースとなる甲子園球場での試合中継映像の制作(タイガースアイ)、写真の撮影、音楽出版等自社制作システムの構築
- HEI において音楽コンサート販売事業を開始。全国のクライアントを開拓。
- 名古屋ブルーノートの運営会社㈱マナミュージクベンチャーズを地元企業とジョイントベンチャーで設立、取締役に就任。同年開業。二年度目で黒字化に成功
- ゴスペル音楽専門のスクール「ソウルバードミュージックスクール」(以下SB)を開校
- 福岡ブルーノートを株式会社岩田屋から引き継ぎ、直営で事業開始
- 大阪ブルーノートを開業（3年度目で黒字転換）
- 海外アーティストとの出演交渉及び招聘システムを構築
- ハービスエント開発のエンタテインメント施設企画担当

2002–2009 常務取締役
- HBN とHEI2 社を合併し改称した㈱阪神コンテンツリンク(以下HCL)常務取締役に就任。
- 第一回ビルボードジャパンミュージックアワードをプロデュース。
- 講談社と阪神タイガースDVDブックを出版販売総計70万部.
- ビルボードジャパンチャートを構築、マスコミ等に提供を開始。
- ビルボードコンテンツを使用した消費者サイト「ビルボードジャパンドットコム」開業
- 東京ミッドタウンにビルボードライブ東京、ハービスエントの大阪ブルーノートをブランド変更しビルボードライブ大阪及びビルボードライブ福岡を開業。
- ㈱ドワンゴと着うたサイト「ビルボードモバイル」を開業。
- ニールセンビジネスメディアとビルボードブランドマスターライセンス契約を締結
- LA支店を設立し、海外アーティストの出演交渉を開始
- 当社をキャップエージェンシーとする甲子園球場広告システム改良
- HCLとグループ広告部門及びサイン制作部門を合併。コンテンツ事業本部長に就任
- ビルボード着メロサイト事業開始(ニールセンと携帯サイトのライセンス契約締結)
- 阪神タイガース「イヤーブック」、「壁掛けカレンダー」、「月刊タイガース広告事業」を開始
- 名古屋ブルーノート開業㈱マナミュージックベンチャーズ取締役就任2010 専務取締役/ COO

- 全社事業統括専務取締役就任（音楽事業(ビルボードジャパン、ソウルバード)、広告代理店、サイン制作、阪神タイガース他コンテンツ事業）

2012.4阪神電気鉄道株式会社関連事業部長（グループ新規事業担当）
- 復職し、エンタテインメント、コンテンツ分野だけでなくIT、不動産、阪神沿線の新規事業開発の責任者となり、2社をM&Aで買収。グループ会社と新規事業を組み立てる。
- デッピンドッツアイスクリーム事業譲受、写真撮影会社株式譲受2013.4阪神電気鉄道株式会社関連事業統括部長（建設・環境コア事業・グループ新規事業担当）

- M&A、新規事業だけでなく、ハンシン建設、中央電設、阪神園芸、阪神トラックの非常勤取締役に就任し4社の統括をおこなう。

2014.3阪急阪神ホールディングス事業政策部部長（グループ新規事業・Ｍ＆Ａ担当）
- シニア向け生活支援会社買収

2014.4阪神電鉄新規事業推進室部長（新規事業・Ｍ＆Ａ責任者）
- プログラミング教育事業読売テレビと任意組合を組成「プログラボ」を共同起業
- デイサービス事業起業・育成、登下校メールサービスミマモルメ育成

2016.4～2021.3 株式会社阪神コンテンツリンク代表取締役社長
- ビルボードクラシックス事業構築
- ビルボードライブ新業態ビルボードカフェ開業
- 働き方改革推進、新人事制度改正
- 2017年度は過去最高益更新

2021.4～株式会社阪神コンテンツリンク　常勤顧問/株式会社B&EP　代表取締役社長

## 著書
「ビルボードを呼んできたサラリーマン」　ダイヤモンドビジネス企画社

## 主な出演
テレビ
- 2020.1.15 テレビ神奈川 ドレミファイル
- 2020.1.20 サンテレビ しごとびと

ラジオ
- 2009.10.2 FMT SOUND IN CROSSROARD
- 2019.12.26 FM大阪　ALKING with THE BOSS 著書 Billboardを呼んできたサラリーマン取材
- 2020.1.8 FM ココロ AFTERNOON DELIGHT
- 2020.1 J-WAVE TOKYO MORNING RADIO
- 2020.2.6 KISS FM KYOTO AIR LOUNGE
- 2020.2.7 FMココロ　THE MAGNIFICENT FRIDAY Billboard live　横浜開業
- 2020.2.18 ABCラジオ 著書 Billboardを呼んできたサラリーマン取材
- 2020.12.1 FMココロ　CIAO 765  THE SHOW MUST GO ON ゲスト
- 2019.12.18 FM ココロ ビルボードプレミアプラス
- 2019.12.21 FM横浜 Travelin'

新聞
- 1996.11 産経新聞 ピープルインメディア
- 2019.3.22 朝日新聞 小林武史対談
- 2000.7.6 朝日新聞 夕刊 おとなの遊び場になった
- 2000.7.6 産経新聞 大阪ブルーノート10周年
- 2000.7.8 日経新聞 大阪ブルーノート10周年
- 2006.7 産経新聞 都まるかじり
- 2006.8 産経新聞 ビルボードライブ大阪開業
- 2020.2.27 夕刊フジ 著書 Billboardを呼んできたサラリーマン取材
- 2020.3.14 大阪日日新聞 上質な音楽届ける 夢結実、新事業に挑戦
- 2020.3.17 大阪日日新聞 地域総合
- 2020.5.10 毎日新聞 文化の森
- 2020.11.16 毎日新聞夕刊 ライブレストラン協会
- 2020.11.22 神戸新聞 コロナ禍でのライブレストランの展望は[1]
- 2022.1.28 産経新聞　夕刊 一聞百見　「堅い会社」発音楽事業　上
- 2022.1.29 産経新聞　夕刊 一聞百見　大物ジャズメン続々招聘　中
- 2022.1.30 産経新聞　夕刊 一聞百見　夢実現　会社員だからこそ　下
- 2022.2.7 産経新聞　デジタル 一聞百見　夢実現　会社員だからこそ[2]

雑誌
- 2011.2.19 米国Billboard紙 Billboard Japan Music Awards Name Exile Artist Of The Year
- 2019.4.15 アエラ 小林武史対談
- 2020.4.3 HOTERES 著書 Billboardを呼んできたサラリーマン取材
- 2020.6.10 財界 経営写
- 2020.7.29 FORBES JAPAN CEO'S LIFE

WEBメディア
- 2008.8.4 大阪21世紀協会 多士彩才 西梅田から音楽コンテンツ事業を発信
- 2020.2.19 ニュースイッチ 鉄道会社らしからぬ戦略で成功した 阪神電鉄の「ビルボード事業」

講演
- 2019.11 関西生産性本部 経営塾
- 2020.3.12 マーケティング コミュニケーション　エグゼクティブ インターナショナル 大企業で新規事業を成功に導く方法
- 2020.11 関西生産性本部 経営塾
- 2020.12.1 大阪大学 イノベーショントーク
- 2021.8.27 神田正則対談　ダントツ
- 2021.11 日本経営合理化協会

YOUTUBE 
- 2021.4.8 ビルボードジャパンの戦略】音楽業界にみる、今後のビジネスチャンス《北口正人Billboard JAPAN CEO》